# 有規衣
有規衣（ゆきえ、3月9日生）は、日本のモデル。愛知県一宮市出身。身長167cm。スリーサイズはB：80、W：58、H：86cm。靴のサイズは24cm。

## 出演

### CM
- 日本コカ・コーラ CCJC VENDER PROJECT
- ユニリーバ・ジャパン DOVE
- 永谷園 みそ汁
- 丸井 iウェア
- アイム ライスフォース
- スリムビューティハウス（2007年）
- SoftBank SHARPアクオス携帯
- トヨタ自動車 PASSO SETTE（パッソセッテ）
- POLA化粧品 POLA B.A ザ クリーム

### 広告
- 明治乳業　美チャージ
- ラゼル化粧品
- はくび京都着物学院
- ロート製薬
- 三越
- 西武百貨店
- 住友不動産
- イッセイミヤケ
- スバル
- 資生堂
- ロレアル
- モッズヘア
- 丸井 iウェア（2004年）
- POLA化粧品 コフレ（2004年）
- 無印良品

### 雑誌
- Precious
- marisol
- inRad
- Harper's BAZAAR
- FIGARO JAPON
- 家庭画報インターナショナル 表紙
- Domani
- LEE
- CREA
- Luci
- MORE
- With
- MAQUIA
- VoCE
- 美的
- Wedding BOOK
- ゼクシィ
- 25ans ウエデェイング
- 家庭画報
- 婦人画報
- 美しいきもの
- きものサロン

### ショー
- Y's bis LIMI
- 桂由美
- スティラ
- フューチャー アイズ
- 鈴乃屋